# Effie (Minnesota)
Pour les articles homonymes, voir Effie.
Effie est une ville américaine située dans le Comté d'Itasca, dans le Minnesota. Selon le recensement de 2020, sa population est de 109 habitants.